# 분데스리가 2000-01
푸스발-분데스리가 2000-01은 독일의 축구 1부리그인 푸스발-분데스리가의 38번째 시즌이다. 이 시즌은 2000년 8월 11일에 시작되어 2001년 5월 19일에 종료되었다. 바이에른 뮌헨은 전 시즌 챔피언이었다.

## 대회 형식
리그의 각 팀들은 다른 팀들을 상대로 각 두 번씩, 즉 홈경기 한 번, 원정경기 한 번씩을 치르게 된다. 경기에서 승리 시 승점 3점을 받으며, 무승부를 거둘 경우 승점 1점을 챙길 수 있다. 두 팀 이상이 승점에서 동률을 이룰 경우, 이들 간의 순위는 골득실로 결정되며, 그래도 동률이면 다득점으로 결정된다. 시즌이 끝나고, 가장 많은 승점을 획득한 팀이 우승을 거두게 되며, 반대로 승점이 가장 적은 세 팀은 2. 푸스발-분데스리가로 강등된다.

## 1999-2000 시즌으로부터의 팀 변경
울름 1846, 빌레펠트, 뒤스부르크는 최하위 세 자리를 가져감에 따라 2. 푸스발-분데스리가로 강등되었다. 그들의 자리는 쾰른, 보훔, 에네스기 콧부스가 가져갔다.

## 시즌 요약

### 타이틀 레이스
2000-01 시즌은 막판 몇 초까지 이어졌던 타이틀 레이스로 지금까지 알려져 있다. 마지막 라운드를 앞두고 바이에른 뮌헨은 샬케 04를 승점 3점차로 앞섰으나, 골득실에서 밀렸다. 샬케 04는 운터하힝을 최종 라운드에서 5-3으로 꺾는 데 성공하였다. 이 경기가 끝난지 얼마 지나지 않아, 바이에른 뮌헨은 함부르크를 상대로 90분에 막판골을 득점하였다. 이 소식은 파르크슈타디온에 빠른 속도로 확산되었고, 1958년 이래 처음으로 챔피언쉽 정상을 탈환할 수 있다는 샬케 04의 팬들에게 아쉬움을 안겼다. 반대로 함부르크에서의 경기가 아직 끝나지 않았음에도 불구하고, 원정팬들은 벌써 축제 분위기였고, 이 분위기는 TV를 통해 생생하게 방영되었다.
함부르크에서, 바이에른은 인저리 타임에 마지막 공격을 펼쳤다. 이때 아이러니하게도 전 샬케 04의 선수였던 마티아스 쇼버가 토마시 우이팔루시의 백패스를 손으로 잡아 올렸다. 마르쿠스 메르크 주심은 그에 따라 바이에른 뮌헨에게 함부르크 골대 8미터 앞에서 간접 프리킥을 부여하였다. 이 프리킥 선언에 있어 논란과 치열한 입씨름이 있었고, 경기를 계속하기 전까지 몇분이 흘렀다. 결국 이 프리킥은 슈테판 에펜베르크가 팁 패싱을 배급한 뒤 파트리크 안데르손이 결승골을 득점하며 그대로 종료되었다.
샬케 04 팬들의 분위기는 그에 따라 축제 분위기에서 순식간에 초상집 분위기로 변하였다. 그에 따라, 샬케 04는 독일 언론들에 의해 2000-01 시즌의 "마음속 챔피언"으로 불리게 되었다.

### 기타 대회
막판까지 타이틀 레이스를 벌인 바이에른 뮌헨과 샬케 04는 모두 UEFA 챔피언스리그 2001-02 본선 직행 티켓을 손에 넣었고, 도르트문트와 레버쿠젠은 같은 대회의 플레이오프에 합류하였다. 헤르타 BSC와 프라이부르크는 UEFA컵 진출권을 획득하며 나름대로 만족스러운 성과를 냈다. 베르더 브레멘, 볼프스부르크, 그리고 1860 뮌헨은 UEFA 인터토토컵 2001에 참가하며, UEFA컵 참가기회를 잡게 되었다.
DFB-포칼 2000-01의 우승은 샬케 04의 몫이 되었다. 샬케 04가 이미 UEFA 챔피언스리그 본선행을 확정지었으므로, 컵대회 우승팀에게 주어지는 UEFA컵 2001-02 진출권은 3부리그인 북동부 레기오날리가에 속한 우니온 베를린이 가져갔다.
리그 하위권에서 운터하힝, SGE 프랑크푸르트, 보훔은 2. 푸스발-분데스리가 강등의 희생양이 되었다. 그들의 자리는 2. 푸스발-분데스리가 2000-01의 상위 세자리를 차지한 뉘른베르크, 묀헨글라트바흐, 장크트 파울리가 대체하게 되었다.
UEFA 챔피언스리그 2000-01에서 바이에른 뮌헨은 스페인 라 리가의 발렌시아를 승부차기 끝에 꺾고 정상에 올랐다. 그러나, 이 시즌은 독일 클럽들에게 있어서 대참사라고 평가받는 한해이기도 했다. 함부르크와 레버쿠젠은 모두 1차 조별리그에서 탈락하였고, 1860 뮌헨은 3차 예선전에서 리즈 유나이티드에 패하며 본선에 올라가는 것조차 실패하였다. 이 세팀은 모두 UEFA컵 2000-01로 무대를 옮겼으나 세팀 모두 3라운드를 넘지 못하였다. UEFA컵을 1라운드에서 시작한 팀들 중에서 베르더 브레멘과 헤르타 BSC도 3라운드에서 탈락하였고, 슈투트가르트는 4라운드에서 탈락하였다. 카이저슬라우테른은 UEFA컵 준결승에 올라가며 선전하였으나, 그 라운드에서 스페인 클럽 알라베스에 패하며 탈락하였다.

## 참가 팀
| 구단             | 위치                 | 홈구장                       | 수용 인원 |
| ---------------- | -------------------- | ---------------------------- | --------- |
| 도르트문트       | 도르트문트           | 베스트팔렌슈타디온           | 68,600    |
| 레버쿠젠         | 레버쿠젠             | 바이아레나                   | 22,500    |
| 1860 뮌헨        | 뮌헨                 | 뮌헨 올림픽 스타디움         | 63,000    |
| 바이에른 뮌헨    | 뮌헨                 | 뮌헨 올림픽 스타디움         | 63,000    |
| 보훔             | 보훔                 | 루르슈타디온                 | 36,000    |
| 볼프스부르크     | 볼프스부르크         | VfL-슈타디온 암 엘슈터베흐   | 21,600    |
| 베르더 브레멘    | 브레멘               | 베저슈타디온                 | 36,000    |
| 샬케 04          | 겔젠키르헨           | 파르크슈타디온               | 70,000    |
| 슈투트가르트     | 슈투트가르트         | 고틀립-다임러-슈타디온       | 53,700    |
| 콧부스           | 콧부스               | 슈타디온 데어 프로인트샤프트 | 21,000    |
| 운터하힝         | 운터하힝             | 슈타디온 암 슈포어트파크     | 11,300    |
| 카이저슬라우테른 | 카이저슬라우테른     | 프리츠 발터 슈타디온         | 41,500    |
| 쾰른             | 쾰른                 | 뮌게르스도퍼슈타디온         | 46,000    |
| 프라이부르크     | 프라이부르크         | 드라이잠슈타디온             | 25,000    |
| SGE 프랑크푸르트 | 프랑크푸르트 암 마인 | 발트슈타디온                 | 62,000    |
| 한자 로스토크    | 로스토크             | 오스트제슈타디온             | 25,850    |
| 함부르크         | 함부르크             | 폴크스파르크슈타디온         | 62,000    |
| 헤르타 BSC       | 베를린               | 베를린 올림픽 스타디움       | 76,000    |

## 리그 순위
| 순위 | 팀                   | 경기 | 승 | 무 | 패 | 득 | 실 | 차  | 승점 | 참가 및 강등                        |
| ---- | -------------------- | ---- | -- | -- | -- | -- | -- | --- | ---- | ----------------------------------- |
| 1    | 바이에른 뮌헨 (C)    | 34   | 19 | 6  | 9  | 62 | 37 | +25 | 63   | UEFA 챔피언스리그 2001-02 조별 리그 |
| 2    | 샬케 04              | 34   | 18 | 8  | 8  | 65 | 35 | +30 | 62   | UEFA 챔피언스리그 2001-02 조별 리그 |
| 3    | 도르트문트           | 34   | 16 | 10 | 8  | 62 | 42 | +20 | 58   | UEFA 챔피언스리그 2001-02 3차 예선  |
| 4    | 레버쿠젠             | 34   | 17 | 6  | 11 | 54 | 40 | +14 | 57   | UEFA 챔피언스리그 2001-02 3차 예선  |
| 5    | 헤르타 BSC           | 34   | 18 | 2  | 14 | 58 | 52 | +6  | 56   | UEFA컵 2001-02 1라운드              |
| 6    | 프라이부르크         | 34   | 15 | 10 | 9  | 54 | 37 | +17 | 55   | UEFA컵 2001-02 1라운드              |
| 7    | 베르더 브레멘        | 34   | 15 | 8  | 11 | 53 | 48 | +5  | 53   | UEFA 인터토토컵 2001 3라운드        |
| 8    | 카이저슬라우테른     | 34   | 15 | 5  | 14 | 49 | 54 | -5  | 50   |                                     |
| 9    | 볼프스부르크         | 34   | 12 | 11 | 11 | 60 | 45 | +15 | 47   | UEFA 인터토토컵 2001 3라운드        |
| 10   | 쾰른                 | 34   | 12 | 10 | 12 | 59 | 52 | +7  | 46   |                                     |
| 11   | 1860 뮌헨            | 34   | 12 | 8  | 14 | 43 | 55 | -12 | 44   | UEFA 인터토토컵 2001 2라운드        |
| 12   | 한자 로스토크        | 34   | 12 | 7  | 15 | 34 | 47 | -13 | 43   |                                     |
| 13   | 함부르크             | 34   | 10 | 11 | 13 | 58 | 58 | 0   | 41   |                                     |
| 14   | 에네르기 콧부스      | 34   | 12 | 3  | 19 | 38 | 52 | -14 | 39   |                                     |
| 15   | 슈투트가르트         | 34   | 9  | 11 | 14 | 42 | 49 | -7  | 38   |                                     |
| 16   | 운터하힝 (R)         | 34   | 8  | 11 | 15 | 35 | 59 | -24 | 35   | 2. 푸스발-분데스리가 2001-02로 강등 |
| 17   | SGE 프랑크푸르트 (R) | 34   | 10 | 5  | 19 | 41 | 68 | -27 | 35   | 2. 푸스발-분데스리가 2001-02로 강등 |
| 18   | 보훔 (R)             | 34   | 7  | 6  | 21 | 30 | 67 | -37 | 27   | 2. 푸스발-분데스리가 2001-02로 강등 |

출처: (독일어) www.dfb.de 

순위 결정 우선순위는 다음에 의해 결정된다: 1) 승점; 2) 골득실; 3) 다득점 

(C) = 우승; (R) = 강등; (P) = 승격; (O) = 플레이오프 승자; (A) = 다음 라운드 진출 

시즌이 종료되지 않았을때에만 다음을 사용: 

(Q) = 해당 라운드 진출; (TQ) = 토너먼트 진출, 그러나 진출 라운드 미정; (DQ) = 진출 무효

## 결과
| 홈\원정1         | BSC | BOC | BRE | COT | DOR | FRA | FRE | HAM | KAI | KÖL | LEV | FCB | M60 | ROS | S04 | STU | UHA | WOB |
| ---------------- | --- | --- | --- | --- | --- | --- | --- | --- | --- | --- | --- | --- | --- | --- | --- | --- | --- | --- |
| 헤르타 BSC       | -   | 4–0 | 4–1 | 3–1 | 1–0 | 3–0 | 2–2 | 4–0 | 2–4 | 4–2 | 1–1 | 1–3 | 3–0 | 1–0 | 0–4 | 2–0 | 2–1 | 1–3 |
| 보훔             | 1–3 | -   | 1–2 | 1–0 | 1–1 | 2–1 | 1–3 | 0–4 | 0–1 | 2–3 | 3–2 | 0–3 | 1–1 | 1–2 | 1–1 | 0–0 | 3–0 | 2–1 |
| 베르더 브레멘    | 3–1 | 2–0 | -   | 3–1 | 1–2 | 1–1 | 3–1 | 3–1 | 1–2 | 2–1 | 3–3 | 1–1 | 2–0 | 3–0 | 2–1 | 1–0 | 0–0 | 2–3 |
| 에네르기 콧부스  | 3–0 | 2–0 | 3–1 | -   | 1–4 | 2–0 | 0–2 | 4–2 | 0–2 | 0–2 | 1–2 | 1–0 | 2–3 | 1–0 | 4–1 | 2–1 | 1–0 | 0–0 |
| 도르트문트       | 2–0 | 5–0 | 0–0 | 2–0 | -   | 6–1 | 1–0 | 4–2 | 1–2 | 3–3 | 1–3 | 1–1 | 2–3 | 1–0 | 0–4 | 0–0 | 3–0 | 2–1 |
| SGE 프랑크푸르트 | 0–4 | 3–0 | 1–2 | 1–0 | 1–1 | -   | 3–0 | 1–1 | 3–1 | 1–5 | 1–3 | 0–2 | 1–0 | 4–0 | 0–0 | 2–1 | 3–0 | 1–2 |
| 프라이부르크     | 1–0 | 5–0 | 0–1 | 4–1 | 2–2 | 5–2 | -   | 0–0 | 5–2 | 0–0 | 0–1 | 1–1 | 0–3 | 0–0 | 3–1 | 4–0 | 2–0 | 4–1 |
| 함부르크         | 1–2 | 3–0 | 2–1 | 2–1 | 2–3 | 2–0 | 5–0 | -   | 1–1 | 1–1 | 1–3 | 1–1 | 2–2 | 2–1 | 2–0 | 2–2 | 1–1 | 3–2 |
| 카이저슬라우테른 | 0–1 | 0–1 | 2–0 | 1–1 | 1–4 | 4–2 | 0–2 | 2–1 | -   | 3–1 | 0–1 | 0–0 | 3–2 | 0–1 | 3–2 | 1–0 | 4–0 | 0–0 |
| 쾰른             | 1–0 | 2–0 | 1–3 | 4–0 | 0–0 | 4–1 | 0–1 | 4–2 | 0–1 | -   | 1–1 | 1–2 | 4–0 | 5–2 | 2–2 | 3–2 | 1–1 | 0–0 |
| 레버쿠젠         | 4–0 | 1–0 | 3–0 | 1–3 | 2–0 | 1–0 | 1–3 | 1–1 | 4–2 | 4–1 | -   | 0–1 | 0–0 | 1–2 | 0–3 | 4–0 | 1–0 | 2–0 |
| 바이에른 뮌헨    | 4–1 | 3–2 | 2–3 | 2–0 | 6–2 | 1–2 | 1–0 | 2–1 | 2–1 | 1–1 | 2–0 | -   | 3–1 | 0–1 | 1–3 | 1–0 | 3–1 | 3–1 |
| 1860 뮌헨        | 0–1 | 2–4 | 2–1 | 0–1 | 1–0 | 2–2 | 3–1 | 2–1 | 0–4 | 3–1 | 1–0 | 0–2 | -   | 2–1 | 1–1 | 2–1 | 0–2 | 2–2 |
| 한자 로스토크    | 0–2 | 2–0 | 5–2 | 1–0 | 1–2 | 0–2 | 0–0 | 1–0 | 1–0 | 2–1 | 2–1 | 3–2 | 0–0 | -   | 0–4 | 1–1 | 2–2 | 1–1 |
| 샬케 04          | 3–1 | 2–1 | 1–1 | 3–0 | 0–0 | 4–0 | 0–0 | 0–1 | 5–1 | 2–1 | 0–0 | 3–2 | 2–0 | 2–0 | -   | 2–1 | 5–3 | 2–1 |
| 슈투트가르트     | 0–1 | 1–1 | 2–1 | 1–0 | 0–2 | 4–1 | 0–0 | 3–3 | 6–1 | 0–3 | 4–1 | 2–1 | 2–2 | 1–0 | 1–0 | -   | 2–2 | 2–1 |
| 운터하힝         | 5–2 | 2–1 | 0–0 | 2–1 | 1–4 | 2–0 | 1–1 | 2–1 | 0–0 | 0–0 | 1–2 | 1–0 | 3–2 | 1–1 | 0–2 | 0–0 | -   | 0–3 |
| 볼프스부르크     | 2–1 | 0–0 | 1–1 | 1–1 | 1–1 | 3–0 | 1–2 | 4–4 | 4–0 | 6–0 | 2–0 | 1–3 | 0–1 | 2–1 | 2–0 | 2–2 | 6–1 | -   |

출처: (독일어) www.dfb.de 

1 홈팀은 왼쪽 열의 팀이다. 

청색은 홈팀 승리를, 홍색은 원정팀 승리를, 황색은 무승부를 의미

## 득점 집계
22골
- 세르게이 바르바레즈 (함부르크)
- 에베 산 (샬케 04)

19골
- 클라우디오 피사로 (베르더 브레멘)

16골
- 미하엘 프레츠 (헤르타 BSC)

15골
- 지오바니 에우베르 (바이에른 뮌헨)
- 올리버 노이빌레 (레버쿠젠)

14골
- 아이우통 (베르더 브레멘)

13골
- 에밀 음펜자 (샬케 04)

12골
- 폴 아고스티노 (1860 뮌헨)
- 카르스텐 양커 (바이에른 뮌헨)
- 안드르제이 유스코비악 (볼프스부르크)
- 울프 키르스텐 (레버쿠젠)

## 챔피언 스쿼드
| FC 바이에른 뮌헨 |
| 골키퍼: 올리버 칸 (32); 베른트 드레헤어 (1); 슈테판 베셀즈 (1). 수비수: 토마스 링케 (27); 윌리 사뇰 (27); 새뮤얼 쿠포르 (23 / 1); 파트리크 안데르손 (22 / 1); 빅상트 리자라쥐 (15). 미드필더: 하산 살리하미지치 (31 / 4); 메흐메트 숄 (29 / 9); 토르스텐 핑크 (24 / 1); 미하엘 타르나트 (23 / 1); 옌스 예레미스 (21 / 1); 슈테판 에펜베르크 (20 / 4); 치리아코 스포르차 (20); 오언 하그리브스 (14); 미하엘 비진거 (6); 토마스 슈트룬츠 (5). 공격수: 지오바니 에우베르 (27 / 15); 파울루 세르지우 (26 / 5); 카르스텐 양커 (25 / 12); 알렉산더 치클러 (24 / 3); 로케 산타 크루스 (19 / 5); 안토니오 디 살보 (6); 베르칸트 괴크탄 (1). (괄호 안은 경기 출장 횟수 / 득점 횟수를 나타낸 것임) 감독: 오트마어 히츠펠트. 명단에 있지만 출장 기록이 없는 선수: 제바스티안 바커; 앤드류 신칼라; 스와보미르 보이치호프스키. 시즌도중 이적: 없음. |

## 같이 보기
- DFB-포칼 2000-01
- 2. 푸스발-분데스리가 2000-01